# Moskoveț, Plovdiv
Moskoveț (în bulgară Московец) este un sat în comuna Karlovo, regiunea Plovdiv,  Bulgaria. 

## Demografie
Componența etnică a satului Moskoveț
     Bulgari (85,6%)
     Romi (7,57%)
     Nicio identificare (6,81%)
     Altele (0%)
La recensământul din 2011, populația satului Moskoveț era de 264 locuitori. Din punct de vedere etnic, majoritatea locuitorilor (85,6%) erau bulgari, cu o minoritate de romi (7,57%). Pentru 6,81% din locuitori nu este cunoscută apartenența etnică.